# Општина Трушешти (Ботошани)
Трушешти (рум. Truşeşti) општина је у Румунији у округу Ботошани.
Oпштина се налази на надморској висини од 170 m.